# Jens Jensen (fackföreningsman)

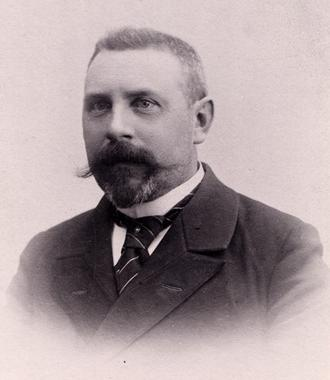
Jens Jensen.

Jens Jensen, född 18 april 1859 i Rørup på Fyn, död 16 mars 1928 i Köpenhamn, var en dansk fackföreningsman och politiker.
Jensen utbildade sig för måleriyrket, anslöt sig till socialdemokratin och blev med tiden en av de ledande inom fackföreningsrörelsen. Som ordförande i måleriarbetarnas fackförening fick han 1898 till stånd den hela landet omfattande organisationen De samvirkende Fagforbund och var till 1903 dess ordförande. På denna post utövade han mycket stort inflytande på befästandet av fackföreningarnas maktställning och efter lockouten 1899 på medlingsarbetet i arbetstvister. Han var 1895–1903 ledamot av folketinget, kom 1893 in i Köpenhamns kommunala representation och valdes 1903 till stadens borgmästare (den förste socialdemokrat, som i Köpenhamn och hela Danmark innehade en sådan förtroendepost). Han var april 1920 socialminister i Michael Petersen Friis ministär.